# Africa (Toto)
»Africa« je skladba ameriške rock zasedbe Toto, prvič izdana leta 1982 na njihovem albumu Toto IV. Februarja 1983 je na Billboardovi lestvici Hot 100 zasedla prvo mesto in tretje mesto na britanski lestvici singlov.
Avtor glasbe je David Paich, besedilo pa je napisal že pokojni Jeff Porcaro, oba člana zasedbe Toto. Glavni vokal je prispeval David Paich, poleg njega pa refren pojeta še Bobby Kimball in Steve Lukather. Nedvomno njihova najbolja prepoznavna pesem je bila iz albuma skorajda umaknjena. Ker so zapravili veliko časa pri produciranju, so se je skoraj naveličali in je niso želeli na albumu. Pesem je bila nekaj povsem drugega kot to kar so ustvarili do tedaj. Zato se nekateri člani niso strinjali, saj naj ne bi bila v njihovem slogu.

## Zasedba

### Toto
- Bobby Kimball – vokal
- Steve Lukather – kitara, vokal
- David Paich – klaviature, vokal, sintetizator
- Steve Porcaro – sintetizator
- David Hungate – bas kitara
- Jeff Porcaro – bobni, tolkala

### Gostje
- Jim Horn – kljunasta flavta
- Lenny Castro – konge, tolkala
- Joe Porcaro – marimba, tolkala
- Timothy B. Schmit – spremljevalni vokal, ritem kitara

## Priredba Perpetuum Jazzile
Znano priredbo skladbe izvaja slovenska vokalna skupina Perpetuum Jazzile pod taktirko dirigenta Tomaža Kozlevčarja. Pesem je izšla leta 2009 na njihovem albumu Africa.
Aranžer in producent je Tomaž Kozlevčar. Pesem je bila premierno izvajana oktobra 2008 v Cankarjevem domu, na koncertu Vokal Xtravaganzza 2008. Kmalu po objavi na video portalu YouTube maja 2009 je posnetek obkrožil svet in jih povzdignil med najprepoznavnejše vokalne zasedbe ter do avgusta 2013 zbral več kot 15 milijonov ogledov. Nad priredbo je bil navdušen celo David Paich, soavtor te pesmi.